# Ao (mytologi)

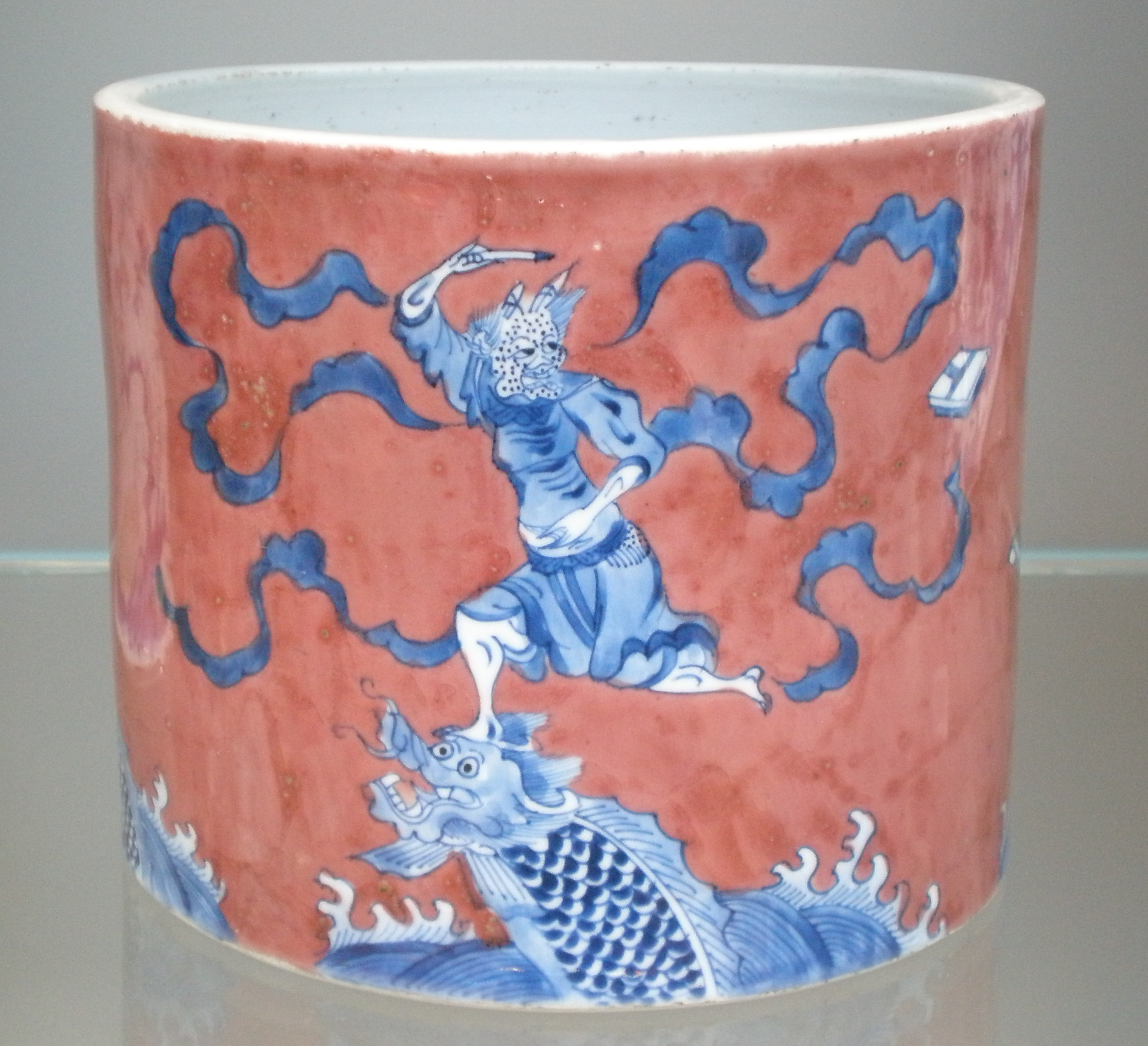
Litteraturgoden Kui Xing stående på Ao.

Ao (鳌; 鰲; Áo) är en sköldpadda i kinesisk mytologi.
Ao bidrog till att laga himlen genom att skära av sig sina egna ben och ge dem till modergudinnan Nüwa, som använde benen för att skapa nya pelare som bar upp himmeln.